# Макэнефф, Аарон
Аарон Макэнефф (англ. Aaron McEneff; родился 9 июля 1996 года, Лондондерри, Северная Ирландия) — североирландский футболист, полузащитник австралийского футбольного клуба «Перт Глори».

## Клубная карьера
Аарон Макэнефф является воспитанником «Дон Боскос», «Мэйден Сити», «Институт» и «Тоттенхэм Хотспур». В 2015 году перешёл в «Дерри Сити». За клуб дебютировал в матче против «Дандолка». Свой первый гол забил в ворота «Лонгфорд Таун». В матче против «Финн Харпс» сделал 4 результативных действия: забил два мяча с пенальти и отдал два голевых паса. В 2018 году вместе с «Дерри Сити» выиграл Кубок ирландской лиги, в финале Макэнефф забил победный гол с «точки». Всего за клуб сыграл 124 матча, где забил 32 мяча и отдал 20 голевых передач.
1 января 2019 перешёл в «Шемрок Роверс». За клуб дебютировал в матче против «Уотерфорда». Свой первый гол забил в ворота «Дерри Сити». В матче против «Корк Сити» оформил дубль. В этом же сезоне вместе с «Шемрок Роверс» выиграл Кубок Ирландии, в финале Макэнефф забил гол. В следующем сезоне стал чемпионом Ирландии. Всего за клуб сыграл 60 матчей, где забил 18 мячей и отдал 5 голевых передач.
1 февраля 2021 года перешёл в «Харт оф Мидлотиан». За клуб дебютировал в матче против «Эр Юнайтед». В матче против «Аллоа Атлетик» забил свой первый гол и отдал голевой пас. Вместе с командной выиграл Шотландский Чемпионшип. 24 апреля получил удар и выбыл на две недели. Всего за клуб сыграл 36 матчей, где забил 5 мячей.
18 июля 2022 года перешёл в «Перт Глори». За клуб дебютировал в матче против «Уэстерн Сидней Уондерерс». Свой первый гол забил в ворота «Ньюкасл Юнайтед Джетс».

## Карьера в сборной
В 2010 году принимал участие в двух матчах против Германии, где забил гол. В 2012—2013 годах принял участие в 3 матчах сборной Северной Ирландии до 19 лет. Вызывался в сборную Ирландии.

## Достижения

### Дерри Сити
- Обладатель Кубка ирландской лиги: 2018

### Шемрок Роверс
- Обладатель Кубка Ирландии: 2019
- Чемпион Ирландии: 2020

### Харт оф Мидлотиан
- Победитель Шотландского Чемпионшипа: 2020/2021
- Финалист Кубка Шотландии: 2021/22

## Личная жизнь
Его брат Джордан Макэнефф также является профессиональным футболистом.